# Johar
 (juin 2024).
Pour les articles homonymes, voir Johar (homonymie).
Johar ou Iohar († 9 février 1163) est un haut fonctionnaire du royaume normand de Sicile sous le règne du roi Guillaume le Mauvais. 

## Biographie
Issu d'une famille musulmane, devenu eunuque et peut-être converti au christianisme sous le nom de Théodore, Johar est un Caïd de la Curia regis (ou Diwan) de Palerme, qui fut maître-chambellan (camerarius) et trésorier (thesaurarius) du palais royal. 
Au début des années 1160, à la suite des graves troubles provoqués par l'assassinat du personnage le plus puissant du royaume après le roi, l'Émir Maion de Bari, victime d'un complot organisé par des barons révoltés, Johar fut accusé de trahison. Ce dernier, se plaignant d'avoir été brutalisé par le roi irascible, rendu furieux par la tournure des événements, tenta de déserter le cortège royal lors d'une campagne militaire menée contre les rebelles du continent, pour aller se réfugier chez un ennemi du roi, le baron Robert de Bassonville, comte de Loritello. Johar emporta avec lui les sceaux royaux mais fut capturé et ramené au roi qui le condamna à mort par noyade. Le roi fit d'abord monter Johar dans un bateau puis, au large, lui ordonna de sauter par-dessus bord. 
Il fut remplacé par un autre musulman converti, Ahmed dit Pierre.

## Sources
- Hugo Falcandus, Liber de Regno Siciliae, XIIe siècle